# Wesel-Datteln-Kanal
Der Wesel-Datteln-Kanal (WDK, Gewässerkennzahl: 75101) ist eine Bundeswasserstraße im Bundesland Nordrhein-Westfalen und nach dem Rhein die meistbefahrene Wasserstraße Deutschlands. Der Schifffahrtskanal verläuft durch das nördliche Ruhrgebiet und verbindet den Rheinstrom bei Wesel mit dem Dortmund-Ems-Kanal am Wasserstraßenkreuz Datteln. Der 60 km lange Kanal verläuft parallel südlich der Lippe in deren unmittelbarer Nähe.

## Verlauf

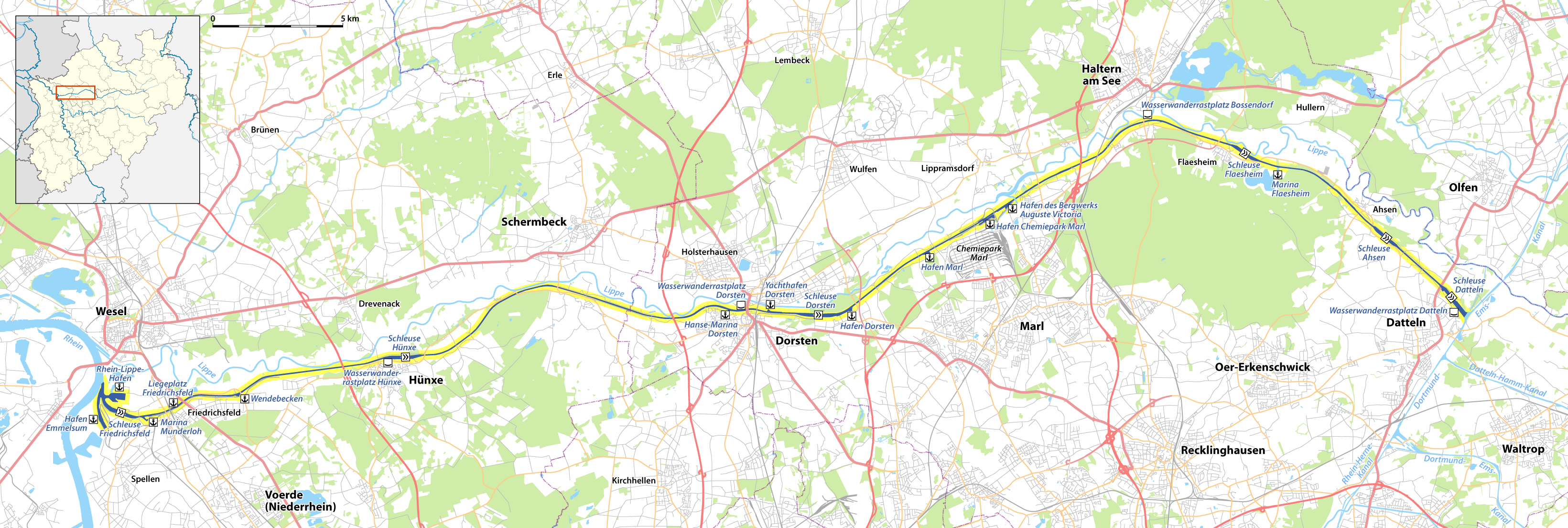
Lageplan des Kanals

Wegen seines Verlaufes entlang der Lippe wurden der Wesel-Datteln-Kanal und seine östliche Verlängerung, die heute als Datteln-Hamm-Kanal bezeichnet wird, in der Planungs- und Bauphase (aber auch heutzutage inoffiziell) Lippe-Seitenkanal genannt. Die Kanaleingangsschleusen am Rhein sind die Schleusen Friedrichsfeld zwischen Voerde und Wesel. Die Schiffe fahren auf dem Kanal zu Berg bis zum Wasserstraßenkreuz Datteln. Mit insgesamt sechs Kanalstufen mit zunächst je einer Schleuse wird je nach Rheinwasserstand ein Höhenunterschied von maximal 44 Metern überwunden. Er ist neben dem Rhein-Herne-Kanal das Eingangstor zur West-Ost-Wasserstraßenverbindung über den Dortmund-Ems-Kanal und den Mittellandkanal bis zur Oder.
Der Kanal wird von 4 Eisenbahnbrücken, 49 Straßen- und Wegebrücken, 7 Fußgängerbrücken und 9 Rohr-/Kabelbrücken über- sowie von 29 Dükern und Durchlässen bzw. von 59 Rohr- und Kabeldükern unterquert.

## Wirtschaftliche Bedeutung
Der Wesel-Datteln-Kanal verbindet das nördliche Ruhrgebiet über den Rhein mit den Seehäfen Rotterdam, Antwerpen, Amsterdam und Zeebrugge. Die am Kanal ansässige Großindustrie hat nahezu ihre gesamte Ver- und Entsorgungslogistik auf diesen Schifffahrtskanal ausgerichtet. So hat etwa der Chemiepark Marl eigene Hafenanlagen geschaffen.
Im Jahr 2003 wurden bei etwa 23.400 Schleusungen 17,5 Mio. Tonnen Güter auf dem Wesel-Datteln-Kanal transportiert. Der Umschlag am Kanal betrug im Jahr 2004 etwa 6,1 Mio. Tonnen. Den größten Umschlag entlang des Wesel-Datteln-Kanals haben die Marler Häfen am Chemiepark Marl und der Zeche Auguste Victoria/Blumenthal mit etwa 4 Mio. Tonnen Umschlag pro Jahr.
Der Kanal ist eine Binnenwasserstraße der Klasse Vb und kann somit von Großmotorgüterschiffen und entsprechenden Verbänden befahren werden.
Seit vielen Jahren ist die Kanalnutzung besonders zum Standort der Chemieindustrie in Marl eingeschränkt. Zur Beseitigung des Unterhaltungsrückstands wurde 2021 ein 1,5 Milliarden Euro Programm vom Bundesverkehrsministerium nach NRW gegeben. Damit sollen die noch nicht vergrößerten Kleinen Schleusen in Friedrichsfeld, Hünxe und Flaesheim der Standardlänge angepasst werden. Für den zweilagige Containertransport werden die Brückendurchfahrten zwischen Wesel und Marl erhöht und die Poller aller Schleusen saniert. Letztere waren wegen drohender Beschädigungen beim Festmachen gesperrt worden. Als Ersatz waren bisher Festmacher und Festmacherinnen im Einsatz, die beim Schleusen die Drähte manuell belegten. Das Förderprogramm wird auch den anschließenden Dortmund-Ems-Kanal auf der Dattelner Stadtstrecke dem Bedarf anpassen, damit die Schubverbände auch den Datteln-Hamm-Kanal und die Schleuse Henrichenburg erreichen können.

## Verwaltung
Der Kanal wird vom Wasserstraßen- und Schifffahrtsamt Westdeutsche Kanäle verwaltet. Für die Unterhaltung vor Ort sind die Außenbezirke Friedrichsfeld (WDK-km 0,000 – 26,000), Dorsten (WDK-km 26,000 – 55,000) und Datteln (WDK-km 55,000 – 60,225) zuständig. Polizeilich sind die Wasserschutzpolizeiwache Datteln und deren Wachdienstgruppe in Dorsten, Dortmund und Hamm zuständig. Die Wassersicherheit entlang des Kanals wird durch die DLRG-Gruppen Voerde, Datteln, Haltern und Marl, von der Wasserwacht Datteln und den Freiwilligen Feuerwehren Dorsten und Haltern sichergestellt.

## Geschichte
Der Hauptgrund für den Kanalbau war, die Nord- und Ostwanderung des Bergbaues und der Industrie durch eine leistungsfähige Wasserstraße zu unterstützen und ggf. den Rhein-Herne-Kanal zu entlasten.
Trotz Kriegsbeginns wurde 1915 mit dem Bau begonnen, der allerdings schon 1916 eingestellt werden musste. Bei Dorsten wurde die Lippe etwa 500 m nach Norden verlegt. Erst ab 1924 konnten die Bauarbeiten wieder zielgerichtet aufgenommen werden, so dass schließlich am 2. Juni 1930 der Probebetrieb beginnen konnte. Die offizielle Inbetriebnahme erfolgte zwar erst ein Jahr später, dennoch gilt 1930 als Eröffnungsdatum. Verschiedene Baumaßnahmen gewährleisteten einen späteren Ausgleich von Bergsenkungen.
Mit 6 Mio. Tonnen pro Jahr wurde Ende der 1930er Jahre die errechnete Leistungsfähigkeit bereits erreicht. 1958 wurde deshalb damit begonnen, neben den bestehenden 225 m langen und 12 m breiten sog. großen Schleusen jeweils eine weitere, kleine Schleuse zu errichten. 1966 nahm die kleine Schleuse Friedrichsfeld den Betrieb auf. Bis 1970 wurden alle Kanalstufen mit einer zweiten Schleuse von 110 m Länge und 12 m Breite für das Europaschiff ausgestattet, um den gestiegenen Verkehr zu bewältigen.
1990 war der 1966 begonnene Ausbau des Kanalprofils weitgehend in einseitiger Spundwandbauweise abgeschlossen. Damit können auch große Schubverbände den Kanal nutzen. 1992/93 wurden außerdem die Hubtore aller Schleusen ersetzt.
Im Jahr 2005 wurde auf dem 80 Jahre alten Schleppkahn Ostara die schwimmende Wanderausstellung Wandel durch Kanal – 75 Jahre Wesel-Datteln-Kanal präsentiert. Das Schiff des Westfälischen Industriemuseums machte an Schleusen und Häfen fest und zeigte eine Ausstellung über die Lippeschifffahrt und die Geschichte des Wesel-Datteln-Kanals.

## Wasserhaltung
Der Wesel-Datteln-Kanal ist ein Glied des Wasserleitungsnetzes, das die Westdeutschen Kanäle (Datteln-Hamm, Dortmund-Ems, Rhein-Herne und Wesel-Datteln) bilden. Dieses Netz dient nicht nur der Schifffahrt für die Schleusungen sowie für den Ausgleich für Versickerungen und Verdunstungen, sondern in hohem Maße auch der öffentlichen, landwirtschaftlichen und industriellen Wasserversorgung in Form von Gebrauchswasser (Kühlwasser für Kraftwerke) und Verbrauchswasser. Der Bedarf wird einerseits durch Entnahme aus der oberen Lippe bei der Wasserübergabe Hamm, zusätzlich durch den Verbindungskanal des Rhein-Herne-Kanals zum Unterlauf der Ruhr und in Ausnahmefällen aus dem Rhein gedeckt. Andererseits wird durch Rückpumpen von Schleusenbetriebswasser der Verbrauch für die Schifffahrt minimiert. Hierfür wurde der WDK an seinen sechs Kanalstufen bereits bei seinem Bau mit Rückpumpwerken ausgestattet. Diese Pumpwerkskette brachte seit 1931 eine wesentliche Erleichterung der Wasserversorgung, zumal bei dem steigenden Verkehr. In den 1980er Jahren wurden die Pumpwerke modernisiert und ihre Kapazität erhöht. Die gesamte Wasserversorgung der Westdeutschen Kanäle wird seit 1984 durch die Fernsteuerungszentrale in Datteln geregelt.

## Kanalstufen
Reihenfolge der Schleusen vom Rhein bis zum Dattelner Meer (Kanalstufen):
- Schleuse Friedrichsfeld
- Schleuse Hünxe
- Schleuse Dorsten
- Schleuse Flaesheim
- Schleuse Ahsen
- Schleuse Datteln

## Häfen und Marinas
An der Einmündung des Kanals in den Rhein liegen zwei Häfen: südlich von Emmelsum öffentlicher Hafen der Stadt Voerde und nördlich Rhein-Lippe-Hafen (Wesel), beide Häfen sind wirtschaftliche Entwicklungsgebiete. Kurz hinter der ersten Schleuse am Kanalkilometer 2,7 liegt die Marina Munderloh im Stichkanal des Wasser- und Schifffahrtsamtes Wesel. Mit dem Liegeplatz Friedrichsfeld (dieser ist auch ein Wasserwanderrastplatz) und dem kurz dahinter befindlichen Wendebecken wird dem hohen Verkehrsaufkommen Rechnung getragen.
In Hünxe gibt es einen kleinen Wasserwanderrastplatz, ebenso in Dorsten; ferner existieren die beiden Sportboothäfen Hanse-Marina-Dorsten und Yachthafen Dorsten. Kurz hinter der Schleuse Dorsten befindet sich der Hafen Dorsten, kurz vor dem Chemiepark der Hafen Marl. Die Häfen des Chemieparks Marl und des Bergwerkes Auguste Victoria (ebenfalls auf dem Gebiet des Chemieparks Marl) sind Umschlagplätze der größten Frachtmengen, die auf dem Kanal transportiert werden, ferner gibt es in Marl noch einen Hafen in Lippe unmittelbar westlich des Chemieparks. In Haltern-Hamm-Bossendorf an der Katharinen-Kapelle liegt erneut ein Rastplatz und in Flaesheim die Marina an der Einfahrt zum Baggersee. Hinter der letzten Schleuse im Dattelner Meer befindet sich der letzte Rastplatz des Kanals.
Die Wanderrastplätze des Wesel-Datteln-Kanals bieten meist eine maximale Aufenthaltsdauer von 72 Stunden; das ist deutlich mehr als der sonst übliche Tag. Die Marinas dieses Kanals haben den Nachteil, offen zur Wasserstraße zu sein. Da auch nachts geschleust wird, findet der Frachtschiffverkehr durchgehend statt, zusätzlich reflektieren die häufig vorkommenden Spundwände die Wellen nochmals.

## Freizeitnutzung
Parallel zum Kanal verläuft fast durchgehend von Datteln bis nach Friedrichsfeld ein Betriebsweg, der auch als Rad- und Fußweg genutzt werden darf. Lediglich am Chemiepark Marl muss der Betriebsweg am Kanal verlassen und auf den Radweg an der Lippe ausgewichen werden. Der Betriebsweg dient in erster Linie als Kontroll- und Rettungsweg. Andere Nutzer haben sich unterzuordnen und sind nur geduldet. Die Aufgabe der Wasser- und Schifffahrtsverwaltung (WSV) ist die Aufrechterhaltung der „Sicherheit und Leichtigkeit des Schiffsverkehrs“; sie ist nicht für die Gestaltung von Freizeiteinrichtung verantwortlich. Aus diesem Grund wurden und werden teilweise Verträge zwischen der WSV und den anliegenden Städten geschlossen um die Betriebswege (zumindest teilweise) auch offiziell als Rad- und Wanderweg bezeichnen zu können.
Die Betriebswege sind in weiten Teilen in wassergebundener Bauweise erstellt und daher als Radweg nur bedingt empfehlenswert.
An den Ufern des Kanals gibt es einige Campingplätze, zum Beispiel an der Marina Flaesheim. Im Sommer wird der Kanal trotz offizieller Verbote zum Baden genutzt. Für Angler wird der Wesel-Datteln-Kanal vom Landesfischereiverband Westfalen und Lippe betreut. Im Kanal kommen Rotaugen, Brassen, Karpfen, Schleien, Flussbarsche, Zander und Aale vor. Darüber hinaus leben im Kanal auch diverse Kleinfischarten, Muscheln und Krebse. Zusätzlich zu den natürlichen Fischvorkommen, werden Jungfische von Aal, Karpfen, Schleie und Zander ausgesetzt.

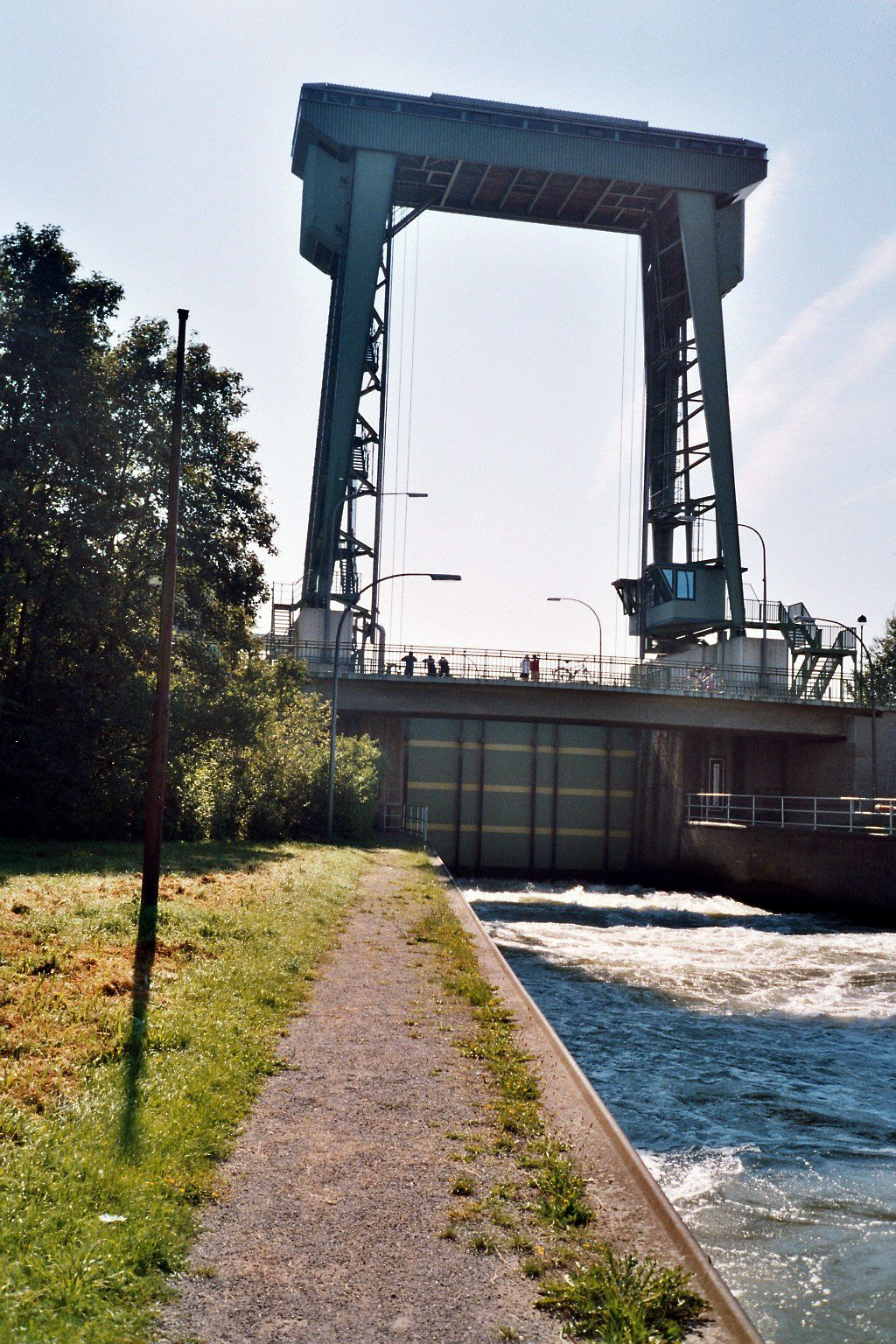
Das Hubtor der großen, älteren Schleuse in Datteln
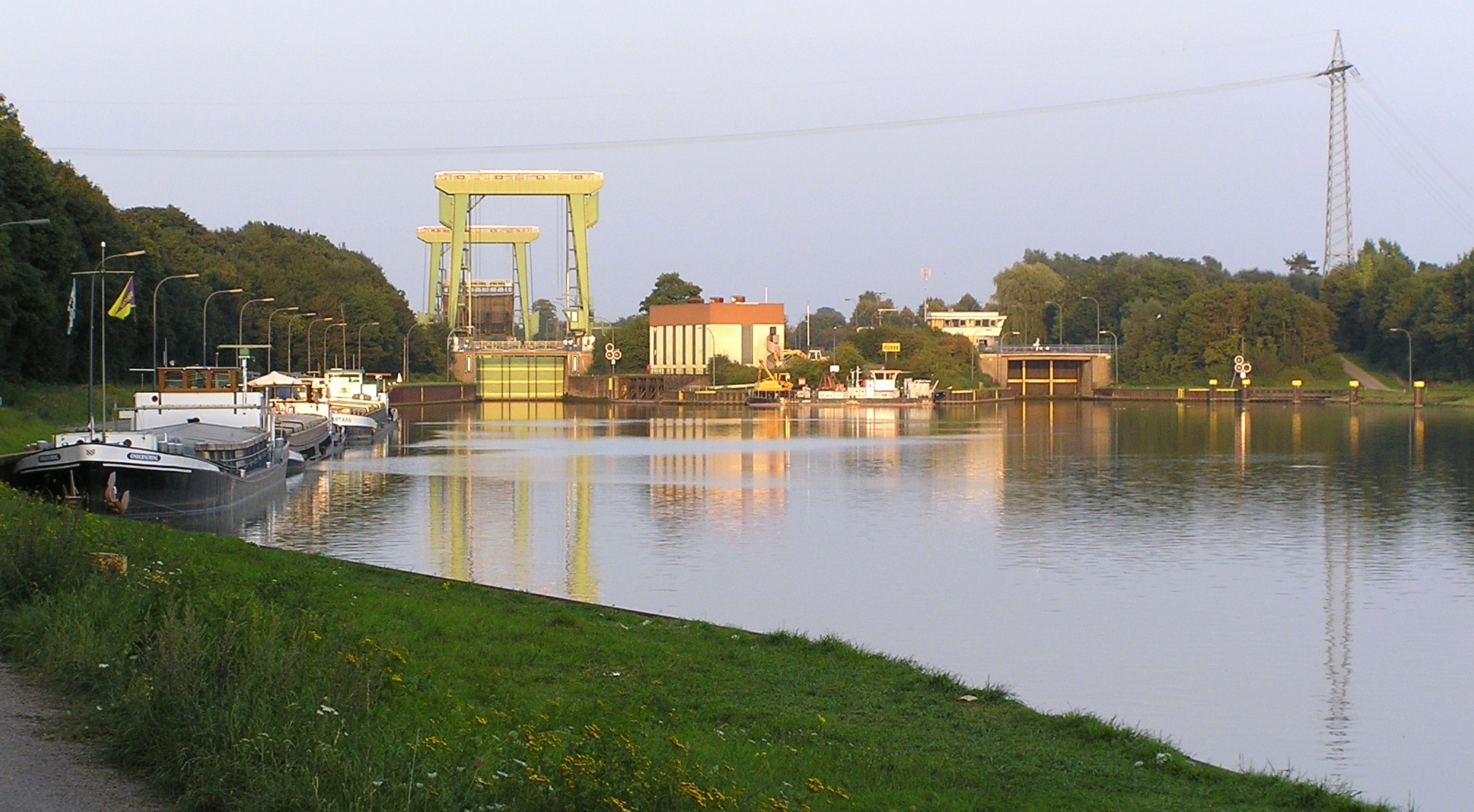
Kanalstufe Hünxe, Unterwasser vom Nordufer. Typische Schleusengruppe des WDK: links große, rechts kleine Schleuse
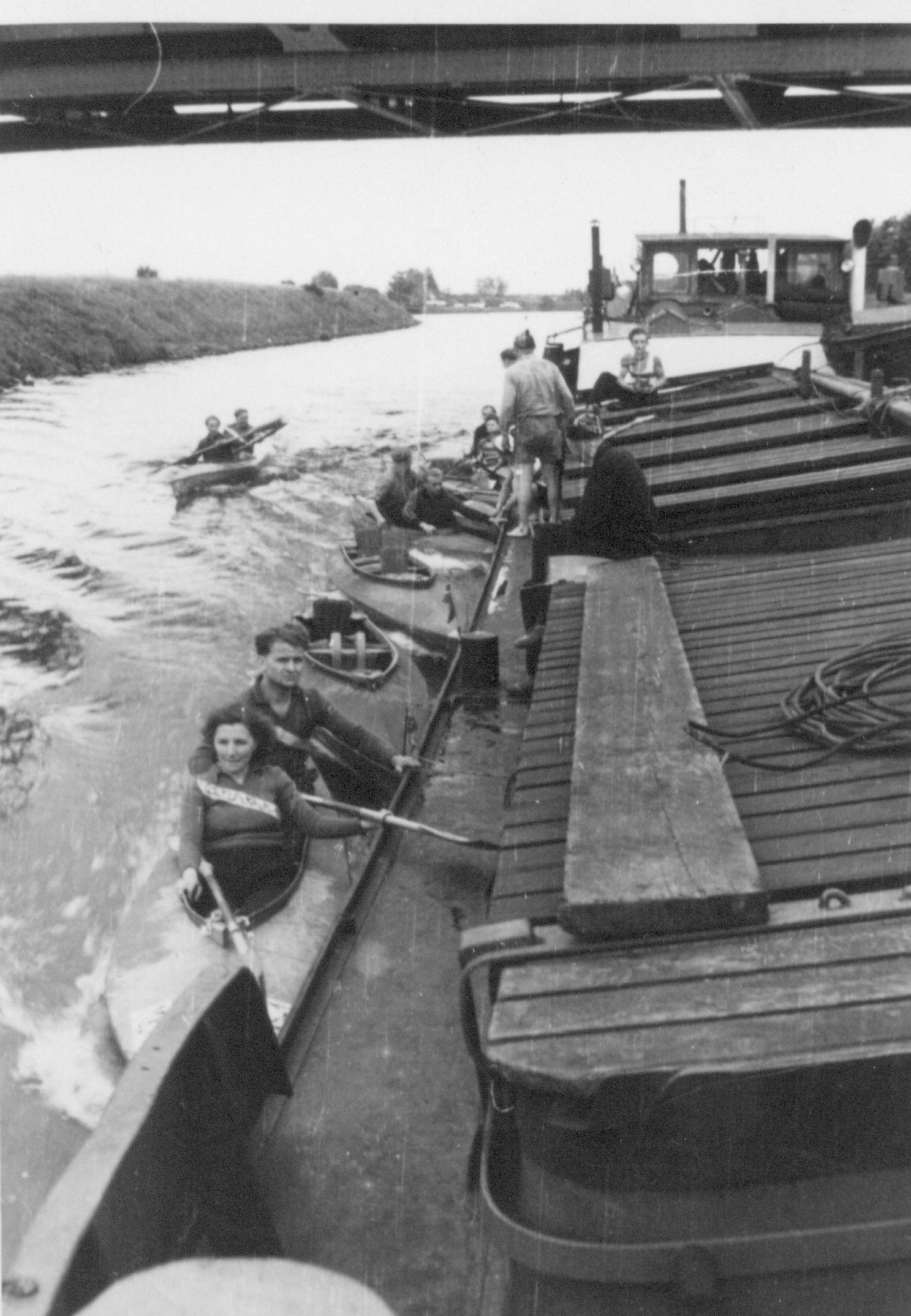
Vereins-sportler mit Faltbooten um 1950
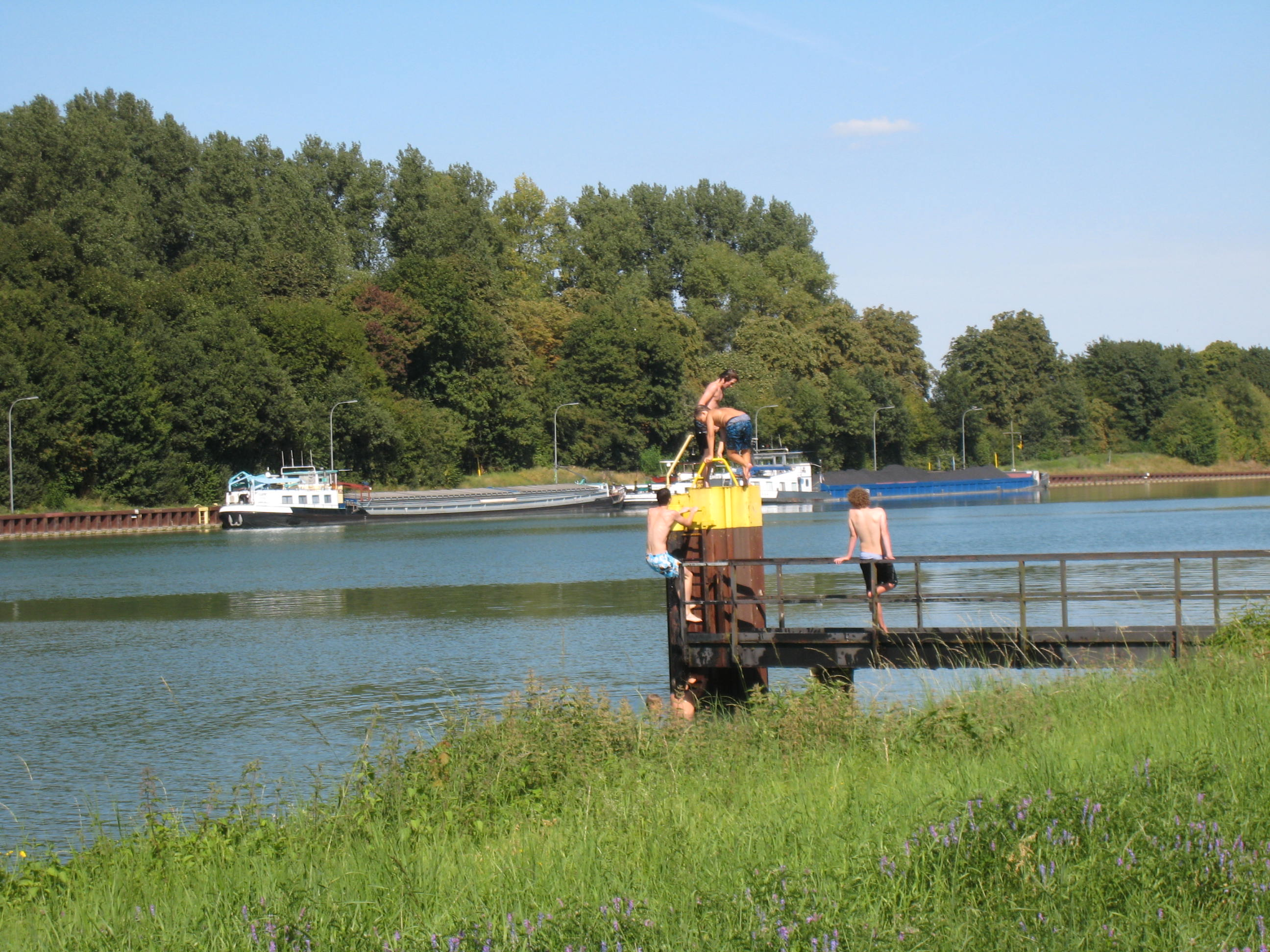
Heutige Freizeitnutzung des Wesel-Datteln-Kanals